# Nicolas Anspach
Pour les articles homonymes, voir Anspach.
Nicolas Anspach, né le 30 septembre 1974 à Bruxelles (province de Brabant), est un éditeur et auteur belge.

## Biographie
Nicolas Anspach naît le 30 septembre 1974 à Bruxelles. Il est fils d'administrateur de société et expert-comptable.
Il se forme au marketing à l'École pratique des hautes études commerciales (EPHEC) d'où il sort diplômé d'un graduat en 1996.
Il écrit ses premiers textes d’actualité sur la bande dessinée dans le fanzine bimensuel Auracan comme journaliste bénévole en septembre 1994. Six mois plus tard, il réalise sa première interview pour cette publication. Il en devient le secrétaire de rédaction et l’un des rédacteurs principaux jusqu’à son 22e et dernier numéro, daté d’avril 1999. Puis, il cofonde le webzine Auracan.com durant l’été de l’an 2000, avant de rejoindre en avril 2003 la rédaction d’ActuaBD, un site d’information sur le monde de la bande dessinée créé par Patrick Pinchart. Ce dernier lui confie quelques mois plus tard le poste de rédacteur en chef, et il travaille en étroite collaboration avec Didier Pasamonik, éditeur-adjoint. Le site est surnommé par les professionnels « l’AFP de la bande dessinée ». Les médias, les journalistes de la presse quotidienne, s’y référent pour écrire leurs articles sur les événements du 9e art.
De 2012 à 2014, il travaille pour les Éditions Paquet à Genève,.
En 2017, il fonde la maison d'édition Anspach, dont il est le directeur éditorial. Il a recours à la plateforme de financement participatif Ulule,. Il raconte l'histoire de la Belgique avec des ouvrages comme Sourire 58, Leopoldville 60, Bruxelles 43 de Baudouin Deville et Patrick Weber, Coq-sur-Mer 1933 de Rudi Miel ou encore Godefroy en 2024. Il réédite aussi L’Œil du chasseur de Philippe Berthet et Philippe Foerster (2021) et Plagiat ! d'Alain Goffin en 2023. La même année, il sort Marie et les esprits de Rodolphe et Olivier Roman. 
En 2024, il s'attaque au marché français avec Oradour, l'innocence assassinée, un récit sur le massacre d’Oradour-sur-Glane, scénarisé par Jean-François Miniac et dessiné par Bruno Marivain. Il sort également la version française du premier tome de Moon intitulé Une balle pour un croisé,, un récit de science-fiction, des auteurs flamands Johan Vandevelde et Stephan Louwes. 
En 2022, il est distingué dans la catégorie culture lors de la cérémonie des Formidables Lasnois présidée par la bourgmestre Laurence Rotthier.

### Auteur
ActuaBD édite Charlie Hebdo - L'affaire des caricatures danoises qu'il cosigne avec Didier Pasamonik, Charles-Louis Detournay, Christian Missia Dio et Frédéric Hojlo sous la direction de Patrick Albray en 2018.

### Parentèle
Il a pour ancêtre Jules Anspach, bourgmestre de la ville de Bruxelles.

### Vie privée
Il vit à Lasne dans le Brabant-Wallon, pas très loin du « Bois des Pauvres » où vécut Edgar P. Jacobs, le créateur de Blake et Mortimer,.

## Œuvres

### Ouvrages
- Patrick Pinchart, Didier Pasamonik, Nicolas Anspach et Charles-Louis Detournay, L'Affaire Tintin au Congo, Paris, ActuaBD SAS, coll. « Chronique de la BD », 6 septembre 2016, 218 p. (ISBN 978-2-930750-00-2)[17].
- Patrick Pinchart, Didier Pasamonik, Nicolas Anspach et Charles-Louis Detournay, Tintin au Congo est-il raciste ? : L'enquête, Paris, ActuaBD SAS, 26 avril 2018, 218 p. (ISBN 978-2930750019)réédition de l'ouvrage précédent.
- Patrick Albray (dir.), Nicolas Anspach et Charles-Louis Detournay, Charlie Hebdo : L'affaire des caricatures danoises, Paris, ActuaBD, 13 octobre 2018, 247 p. (ISBN 9782930750071, présentation en ligne).

### Publications dans revues et journaux
Il réalise des interviews d'auteurs de bande dessinée, dont Olivier Grenson, Eddy Paape et Frank Pé. Elles sont publiées dans Auracan de 1995 à 1999 (nos 9 à 22).
Il signe également des articles sur Liliane et Fred Funcken publié dans Hop ! nos 80 et 82 de 1998 à 1999.

### Interviews
- Nicolas Anspach (interviewé par Pierre Burssens), « Entretien avec Nicolas Anspach », Auracan,‎ 19 août 2020 (lire en ligne, consulté le 11 juillet 2024).
- Nicolas Anspach (interviewé par Charles-Louis Detournay), « Nicolas Anspach : « Mon catalogue traite notamment de la Belgique » », ActuaBD,‎ 22 octobre 2021 (lire en ligne, consulté le 11 juillet 2024).
- Nicolas Anspach (interviewé), « Interview de Nicolas Anspach », BD base,‎ 9 mai 2023 (lire en ligne, consulté le 11 juillet 2024).
- Nicolas Anspach (interviewé par Laurent Depré), « Nicolas Anspach : "J'ai découvert des talents incroyables aux Pays-Bas... Aucun éditeur francophone ne s'y intéressait !" », La DH Les Sports+,‎ 21 mars 2025 (lire en ligne , consulté le 24 mars 2025).
- Nicolas Anspach (interviewé par Bruce Rennes), « Nicolas Anspach : « Je n’ai jamais pensé avoir une maison d’édition à mon nom… » », Les Amis de la BD,‎ 26 avril 2025 (lire en ligne, consulté le 27 avril 2025).

### Podcasts
- Les éditions Anspach, tout pour la BD, sur Radio chrétienne francophone, 20 mai 2024, (30 min).

### Émissions de radio
- Nicolas Anspach, fondateur des éditions Anspach (BD), émission Du sucre dans votre été présentée par Delphine Freyssinet, Denis de Lovinfosse et Sandy Louis sur Radio chrétienne francophone, (50 min 13 s), 17 août 2023.

### Émissions de télévision
- L'invité : Nicolas Anspach - Éditeur de bande dessinée émission L'invité présentée par Caroline Leboutte, sur TV Com (10 min 44 s), 16 janvier 2020.
- Mont des Arts – Droit d’auteur : une réforme qui fâche émission Mont des Arts présentée par David Courier, intervenants : Cyril Elophe de l’ABDIL, association des auteurs et autrices francophones de bande dessinée et de l’illustration ; Aurélie Wijnants de l’ASA, association des scénaristes ; Nicolas Anspach, éditeur et Gilles Milecan de l’AJP, sur BX1 (28 min 32 s), 17 novembre 2022.
- Coq-sur-mer 1933 : une bande dessinée des éditions Anspach scénarisée par le Frasnois Rudi Miel sur Notélé, intervenants : Baudouin Deville et Nicolas Anspach, reportage : Aniko Ozorai et Thibaut Rommens (4 min 57 s), 22 novembre 2022.
- «Le seigneur Godefroy», premier tome de la série Godefroy de Rudi Miel et Théo Dubois d'Enghien sur Notélé, intervenants : Rudi Miel, Théo Dubois d’Enghien et Nicolas Anspach, reportage : Frédérique Thiebaut et Maxime Soyez (4 min 23 s), 5 juin 2024.

### Vidéographie
- [vidéo] « Nicolas Anspach de 64_page au Musée de la Bande Dessinée pour le Workshop Création BD} », sur YouTube, 11 mars 2015